# 호텐토트황금두더지
호텐토트황금두더지(Amblysomus hottentotus)는 황금두더지과에 속하는 포유류의 일종이다. 남아프리카공화국, 에스와티니에서 발견되며 레소토에서도 사는 것으로 추정된다.
자연 서식지는 온대 숲, 아열대 또는 열대 기후 지역의 건조림과 습윤 저지대 숲, 건조 사바나, 습윤 사바나, 아열대 또는 열대 기후 지역의 건조 관목지대, 지중해성 관목 식생 지대, 온대 초원, 아열대 또는 열대 기후 지역의 건조 저지대 초원과 고지대 초원, 모래 해안, 경작지, 목초지, 농장, 시골과 도시 지역 그리고 도입 식생 지대이다.
줄루황금두더지(Amblysomus hottentotus iris)와 나이스나황금두더지(Amblysomus iris corriae)를 포함하여 여러 종의 아종이 있다.
2013년, 호텐토트황금두더지는 생식기 크기로 성선택을 한다는 사실이 발견되었다.